# Чемпіонат світу з художньої гімнастики 2023
Чемпіонат світу з художньої гімнастики 2023, що проходив з 23 по 27 серпня у Валенсії, Іспанія, був кваліфікаційним турніром на Літні Олімпійські ігри 2024 року в Парижі, Франція.
На підсумками трьох видів в кваліфікації абсолютної першості були встановлені володарі 14 особистих ліцензій на ОІ2024 року, які є неіменними. Кожна країна могла здобути дві ліцензії, крім Італії, Німеччини та Болгарії, які отримали по одній ліцензії за підсумками чемпіонату світу 2022 року. Таким чином, неіменні ліцензії в особистій першості здобули країни: 
Болгарія - 2 (1 (2022) + 1 (2023));
Німеччина - 2 (1 (2022) + 1 (2023));
Італія - 2 (1 (2022) + 1 (2023));
Словенія - 1;
Іспанія - 2;
Ізраїль - 1;
Україна - 1;
Узбекистан - 1;
Угорщина - 1;
Азербайджан - 1;
Франція - 1;
Бразилія - 1;
Румунія - 1.
За результатами командної першості олімпійські ліцензії отримали п'ять найкращих команд, крім Болгарії, Ізраїлю та Іспанії, які  здобули ліцензію за підсумками чемпіонату світу 2022 року: Китай; Італія; Україна; Бразилія; Франція.

### Медальний залік
| Місце  | Країна    | Золото | Срібло | Бронза | Загалом |
| ------ | --------- | ------ | ------ | ------ | ------- |
| 1      | Німеччина | 5      | 1      | 0      | 6       |
| 2      | Ізраїль   | 2      | 0      | 1      | 4       |
| 3      | Болгарія  | 1      | 2      | 1      | 4       |
| 4      | КНР       | 1      | 2      | 0      | 3       |
| 5      | Італія    | 0      | 3      | 2      | 5       |
| 6      | Україна   | 0      | 0      | 2      | 2       |
| 7      | Угорщина  | 0      | 0      | 1      | 1       |
| 7      | Словенія  | 0      | 0      | 1      | 1       |
| 7      | Іспанія   | 0      | 1      | 1      | 2       |
| Всього | Всього    | 9      | 9      | 9      | 27      |

### Медалісти
| Дисципліна                        | Золото | Срібло | Бронза |
| Команда                           | Команда | Команда | Команда |
| --------------------------------- | --- | --- | --- |
| Командна першість                 | Болгарія груповички Софія Іванова Камелія Петрова Рейчел Стоянов Женіна Трашлієва Радіна Томова лічниці Боряна Калейн Стіліана Ніколова | Німеччина груповички Аня Косан Даніела Кромм Аліна Оганесян Емілія Віскерт Ханна Вестер лічниці Дар'я Варфоломеєв Маргарита Колосов | Італія груповички Мартіна Центофанті Агнес Дуранті Алессія Мауреллі Даніела Могуріан Лаура Паріс Алесія Русо лічниці Софія Раффаелі Мілена Балдассаррі |
| Особиста першість                 | | | |
| Абсолютна першість                | Дар'я Варфоломеєв (GER) | Софія Раффаелі (ITA) | Дар'я Атаманов (ISR) |
| Вправа з обручем                  | Дар'я Варфоломеєв (GER) | Софія Раффаелі (ITA) | Фанні Пігнінскі (HUN) |
| Вправа з м'ячем                   | Дар'я Варфоломеєв (GER) | Софія Раффаелі (ITA) | Стіліана Ніколова (BUL) |
| Вправа з булавами                 | Дар'я Варфоломеєв (GER) | Боряна Калейн (BUL) | Вікторія Онопрієнко (UKR) |
| Вправа зі стрічкою                | Дар'я Варфоломеєв (GER) | Боряна Калейн (BUL) | Катерина Веденеєва (SLO) |
| Групові вправи                    | | | |
| Групова першість                  | Ізраїль Шані Баканов Еліза Банчук Адар Фрідман Ромі Паріцькі Офір Шахам Діана Сверцов                                                   | КНР Дін Сіньї Го Ціці Хао Тін Хуан Чжанцзяян Пу Яньчжу Ван Ланьцзін                                                                 | Іспанія Ана Арнау Камарена Інес Бергуа Навалес Мірея Мартінес Патрісія Перес Фос Сальма Солаун                                                         |
| Вправа з 5 обручами               | КНР Дін Сіньї Го Ціці Хао Тін Хуан Чжанцзяян Пу Яньчжу Ван Ланьцзін                                                                     | Іспанія Ана Арнау Камарена Інес Бергуа Навалес Мірея Мартінес Патрісія Перес Фос Сальма Солаун                                      | Італія Мартіна Центофанті Агнес Дуранті Алессія Мауреллі Даніела Могуріан Лаура Паріс Алессія Руссо                                                    |
| Вправа з 3 стрічками та 2 м'ячами | Ізраїль Шані Баканов Еліза Банчук Адар Фрідман Ромі Паріцькі Офір Шахам Діана Сверцов                                                   | КНР Дін Сіньї Го Ціці Хао Тін Хуан Чжанцзяян Пу Яньчжу Ван Ланьцзін                                                                 | Україна Єлизавета Азза Діана Баєва Дарина Дуда Аліна Мельник Марія Височанська Олександра Ющак                                                         |

## Командна першість
Результати командної першості встановлюються за сумою восьми оцінок індивідуальних гімнасток в кваліфікації особистої першості та двох оцінок в груповому багатоборстві.
| Місце | Команда     | Сума    |
| ----- | ----------- | ------- |
| 1     | Болгарія    | 330,150 |
| 2     | Німеччина   | 326,350 |
| 3     | Італія      | 323,850 |
| 4     | Ізраїль     | 319,850 |
| 5     | Іспанія     | 317,850 |
| 6     | Україна     | 315,250 |
| 7     | Китай       | 310,150 |
| 8     | Бразилія    | 308,600 |
| 9     | Франція     | 305,450 |
| 10    | Узбекистан  | 301,100 |
| 11    | Угорщина    | 300,200 |
| 12    | Азербайджан | 295,250 |
| 13    | Казахстан   | 293,450 |
| 14    | США         | 292,850 |
| 15    | Греція      | 287,000 |
| 16    | Японія      | 281,900 |

## Особиста першість

### Абсолютна першість
| Місце | Гімнастка                 | Обруч  | М'яч   | Булави | Стрічка | Сума    |
| ----- | ------------------------- | ------ | ------ | ------ | ------- | ------- |
| 1     | Дар'я Варфоломеєв (GER)   | 35,100 | 35,650 | 34,250 | 32,450  | 137,450 |
| 2     | Софія Раффаелі (ITA)      | 35,500 | 34,450 | 32,700 | 33,050  | 135,700 |
| 3     | Дар'я Атаманов (ISR)      | 34,150 | 33,450 | 33,550 | 30,250  | 131,400 |
| 4     | Стіліана Ніколова (BUL)   | 35,550 | 32,000 | 33,500 | 29,600  | 130,650 |
| 5     | Тахміна Іхромова (UZB)    | 32,800 | 32,500 | 33,200 | 31,900  | 130,400 |
| 6     | Боряна Калейн (BUL)       | 31,950 | 31,900 | 33,800 | 32,300  | 129,950 |
| 7     | Вікторія Онопрієнко (UKR) | 34,500 | 32,350 | 33,150 | 29,850  | 129,850 |
| 8     | Альба Баутіста (ESP)      | 32,500 | 33,050 | 31,650 | 31,600  | 128,800 |
| 9     | Катерина Веденеєва (SLO)  | 32,700 | 33,300 | 30,350 | 31,300  | 127,650 |
| 10    | Ван Зилу (CHN)            | 32,400 | 32,850 | 32,500 | 29,350  | 127,100 |
| 11    | Барбара Домінгос (BRA)    | 32,350 | 31,750 | 30,800 | 31,200  | 126,100 |
| 12    | Маргарита Колосов (GER)   | 33,500 | 29,650 | 31,600 | 31,050  | 125,800 |
| 13    | Мілена Балдассаррі (ITA)  | 31,600 | 32,200 | 31,100 | 30,800  | 125,700 |
| 14    | Поліна Березіна (ESP)     | 31,650 | 33,000 | 32,350 | 28,500  | 125,500 |
| 15    | Анналіза Драган (ROU)     | 31,350 | 31,400 | 32,100 | 29,900  | 124,750 |
| 16    | Фанні Пігнінскі (HUN)     | 33,650 | 32,800 | 30,100 | 27,800  | 124,350 |
| 17    | Хелена Карбанов (FRA)     | 30,450 | 33,100 | 29,150 | 30,050  | 122,750 |
| 18    | Зохра Агхамірова (AZE)    | 32,050 | 32,900 | 28,550 | 28,950  | 122,450 |

### Вправа з обручем
| Місце | Гімнастка                | Складність | Артистизм | Виконання | Штраф | Сума   |
| ----- | ------------------------ | ---------- | --------- | --------- | ----- | ------ |
| 1     | Дар'я Варфоломеєв (GER)  | 18,900     | 8,400     | 8,450     |       | 35,750 |
| 2     | Софія Раффаелі (ITA)     | 18,300     | 8,550     | 8,400     |       | 35,250 |
| 3     | Фанні Пігнінскі (HUN)    | 17,900     | 8,100     | 8,050     |       | 34,050 |
| 4     | Боряна Калейн (BUL)      | 17,400     | 8,300     | 8,250     |       | 33,950 |
| 5     | Маргарита Колосов (GER)  | 17,100     | 8,150     | 8,100     |       | 33,350 |
| 6     | Катерина Веденеєва (SLO) | 16,200     | 8,200     | 8,250     |       | 32,650 |
| 7     | Альба Баутіста (ESP)     | 16,200     | 8,200     | 8,000     |       | 32,400 |
| 8     | Стіліана Ніколова (BUL)  | 16,600     | 8,050     | 7,700     |       | 32,350 |

### Вправа з м'ячем
| Місце | Гімнастка                | Складність | Артистизм | Виконання | Штраф | Сума   |
| ----- | ------------------------ | ---------- | --------- | --------- | ----- | ------ |
| 1     | Дар'я Варфоломеєв (GER)  | 18,900     | 8,350     | 8,550     |       | 35,800 |
| 2     | Софія Раффаелі (ITA)     | 18,200     | 8,550     | 8,450     |       | 35,200 |
| 3     | Стіліана Ніколова (BUL)  | 18,500     | 8,400     | 8,250     |       | 35,150 |
| 4     | Боряна Калейн (BUL)      | 17,000     | 8,400     | 8,400     |       | 33,800 |
| 5     | Дар'я Атаманов (ISR)     | 16,600     | 8,300     | 8,300     |       | 33,200 |
| 6     | Катерина Веденеєва (SLO) | 15,900     | 8,200     | 8,200     |       | 32,300 |
| 7     | Ельжана Танієва (KAZ)    | 15,200     | 8,000     | 8,250     |       | 31,450 |
| 8     | Панагіота Литра (GRE)    | 15,500     | 7,600     | 7,300     |       | 30,400 |

### Вправа з булавами
| Місце | Гімнастка                 | Складність | Артистизм | Виконання | Штраф  | Сума   |
| ----- | ------------------------- | ---------- | --------- | --------- | ------ | ------ |
| 1     | Дар'я Варфоломеєв (GER)   | 17,200     | 8,600     | 8,550     |        | 34,350 |
| 2     | Боряна Калейн (BUL)       | 16,500     | 8,600     | 8,450     |        | 33,550 |
| 3     | Вікторія Онопрієнко (UKR) | 16,700     | 8,600     | 8,300     | -0,050 | 33,550 |
| 4     | Тахміна Іхромова (UZB)    | 16,700     | 8,400     | 8,350     |        | 33,450 |
| 5     | Поліна Березіна (ESP)     | 15,600     | 8,250     | 8,250     |        | 32,100 |
| 6     | Стіліана Ніколова (BUL)   | 15,800     | 8,300     | 7,950     |        | 32,050 |
| 7     | Барбара Домінгос (BRA)    | 14,700     | 8,250     | 8,150     | -0,050 | 31,050 |
| 8     | Маргарита Колосов (GER)   | 15,200     | 8,000     | 7,850     | -0,030 | 30,750 |

### Вправа зі стрічкою
| Місце | Гімнастка                | Складність | Артистизм | Виконання | Штраф  | Сума   |
| ----- | ------------------------ | ---------- | --------- | --------- | ------ | ------ |
| 1     | Дар'я Варфоломеєв (GER)  | 16,400     | 8,500     | 8,450     |        | 33,350 |
| 2     | Боряна Калейн (BUL)      | 15,300     | 8,450     | 8,100     |        | 31,850 |
| 3     | Катерина Веденеєва (SLO) | 14,600     | 8,250     | 8,300     | -0,050 | 31,100 |
| 4     | Софія Раффаелі (ITA)     | 14,900     | 8,250     | 7,900     |        | 31,050 |
| 5     | Ван Зилу (CHN)           | 14,700     | 7,850     | 7,950     |        | 30,500 |
| 6     | Фанні Пігнінскі (HUN)    | 14.600     | 7,650     | 7,850     | -0,100 | 30,000 |
| 7     | Дар'я Атаманов (ISR)     | 14,400     | 8,100     | 7,300     | -0,050 | 29,750 |
| 8     | Тахміна Іхромова (UZB)   | 12,900     | 8,050     | 7,650     |        | 28,600 |

## Групові вправи

### Групова першість
| Місце | Команда     | 5 обручів | 3 стрічки та 2 м'яча | Сума   |
| ----- | ----------- | --------- | -------------------- | ------ |
| 1     | Ізраїль     | 38,150    | 32,650               | 70,800 |
| 2     | Китай       | 36,900    | 33,150               | 70,050 |
| 3     | Іспанія     | 35,600    | 33,000               | 68,600 |
| 4     | Італія      | 37,650    | 30,500               | 68,150 |
| 5     | Україна     | 34,800    | 32,600               | 67,400 |
| 6     | Бразилія    | 34,900    | 30,100               | 65,000 |
| 7     | Франція     | 35,350    | 29,350               | 64,700 |
| 8     | Німеччина   | 33,450    | 30,950               | 64,400 |
| 9     | Азербайджан | 31,700    | 32,200               | 63,900 |
| 10    | Польща      | 34,850    | 28,850               | 63,700 |
| 11    | Греція      | 34,150    | 28,550               | 62,700 |
| 12    | Болгарія    | 28,600    | 34,100               | 62,700 |
| 13    | Японія      | 31,650    | 31,050               | 62,250 |
| 14    | Мексика     | 31,200    | 31,050               | 62,250 |
| 15    | Узбекистан  | 30,650    | 28,750               | 59,400 |
| 16    | Угорщина    | 32,000    | 22,350               | 54,350 |
| 17    | Фінляндія   | 29,350    | 23,300               | 52,650 |
| 18    | США         | 25,850    | 26,700               | 52,550 |
| 19    | Чехія       | 26,650    | 25,850               | 52,500 |
| 20    | Казахстан   | 30,300    | 21,450               | 51,750 |
| 21    | Грузія      | 26,050    | 24,850               | 50,900 |
| 22    | Туреччина   | 26,250    | 24,500               | 50,750 |
| 23    | Австралія   | 26,400    | 21,800               | 48,200 |
| 24    | Естонія     | 29,700    | 17,600               | 47,300 |

### Вправа з 3 стрічками та 2 м'ячами
| Місце | Гімнастка   | Складність | Артистизм | Виконання | Штраф  | Сума   |
| ----- | ----------- | ---------- | --------- | --------- | ------ | ------ |
| 1     | Ізраїль     | 18,300     | 8,550     | 7,950     |        | 34,800 |
| 2     | Китай       | 16,400     | 8,500     | 7,900     |        | 32,800 |
| 3     | Україна     | 17,100     | 8,150     | 7,050     |        | 32,300 |
| 4     | Іспанія     | 15,700     | 8,000     | 7,050     |        | 30,750 |
| 5     | Азербайджан | 15,800     | 7,950     | 6,850     | -0,300 | 30,300 |
| 6     | Японія      | 16,000     | 7,900     | 6,300     | -0,600 | 29,650 |
| 7     | Болгарія    | 15,700     | 7,950     | 6,300     | -0,300 | 29,650 |
| 8     | Мексика     | 13,500     | 7,350     | 5,500     | -0,900 | 25,450 |

### Вправа з 5 обручами
| Місце | Гімнастка | Складність | Артистизм | Виконання | Штраф  | Сума   |
| ----- | --------- | ---------- | --------- | --------- | ------ | ------ |
| 1     | Китай     | 20,200     | 8,650     | 7,700     |        | 36,550 |
| 2     | Іспанія   | 20,200     | 8,350     | 7,550     |        | 36,100 |
| 3     | Італія    | 19,500     | 8,600     | 7,750     |        | 35,850 |
| 4     | Бразилія  | 20,300     | 8,250     | 7,350     | -0,050 | 35,850 |
| 5     | Ізраїль   | 19,700     | 8,400     | 7,200     |        | 35,300 |
| 6     | Польща    | 19,400     | 8,200     | 7,150     | -0,050 | 34,700 |
| 7     | Україна   | 17,200     | 8,050     | 6,550     |        | 31,800 |
| 8     | Франція   | 16,400     | 7,300     | 5,650     | -0,010 | 29,250 |

## Результати кваліфікації збірної України
Лічниці —
| Спортсменка         | Обруч                     | Обруч       | М'яч               | М'яч        | Булави             | Булави       | Стрічка            | Стрічка     | Разом       |
| ------------------- | ------------------------- | ----------- | ------------------ | ----------- | ------------------ | ------------ | ------------------ | ----------- | ----------- |
| Спортсменка         | DA E Pen                  | Сума        | DA E Pen           | Сума        | DA E Pen           | Сума         | DA E Pen           | Сума        | Разом       |
| Вікторія Онопрієнко | 16,800 8,100 7,600        | 32,500 (13) | 15,800 7,500 7,650 | 30,950 (20) | 16,500 8,800 8,050 | 33,350 (3) Q | 15,000 7,950 7,700 | 30,650 (12) | 96,800 (8)Q |
| Поліна Каріка       | 16,100 7,400 7,200 -0,650 | 30,050 (27) | 15,100 7,800       | 30,700 (23) | 14,000 7,700 7,250 | 28,950 (30)  | 15,200 7,750       | 30,700 (10) | 91,450 (25) |

Групові вправи
| Спортсменки                                                                           | 5 обручами         | 5 обручами  | 3 стрічками та 2 м'ячами | 3 стрічками та 2 м'ячами | Разом      |
| ------------------------------------------------------------------------------------- | ------------------ | ----------- | ------------------------ | ------------------------ | ---------- |
| Спортсменки                                                                           | DA E Pen           | Сума        | DA E Pen                 | Сума                     | Разом      |
| Єлизавета АззаДіана Баєва Дарина Дуда Аліна Мельник Марія Височанська Олександра Ющак | 18,500 8,300 8,000 | 34,800 (8)Q | 17,100 8,100 7,400       | 32,600 (5)Q              | 67,400 (5) |